# Lista de capítulos de Air Gear
O mangá Air Gear, escrito e ilustrado por Oh! Great, foi publicado pela editora Kodansha na revista Weekly Shōnen Magazine. O primeiro capítulo de Air Gear foi publicado em dezembro de 2002 e a publicação se encerrou em maio de 2012 no capítulo 357, contando com 37 volumes. Nesta página, os capítulos estão listados por volume (os capítulos de Air Gear são chamados de Trick, no entanto, nem capítulos nem volumes são titulados).
No Brasil, é licenciado e publicado pela editora Panini desde julho de 2011.

## Volumes 1~18
| - Trick 1–5 |

| - Trick 6–14 |

| - Trick 15–23 |

| - Trick 24–32 |

| - Trick 33–41 |

| - Trick 42–50 |

| - Trick 51–59 |

| - Trick 60–68 |

| - Trick 69–77 |

| - Trick 78–86 |

| - Trick 87–95 |

| - Trick 96–104 |

| - Trick 105–113 |

| - Trick 114–122 |

| - Trick 123–132 |

| - Trick 133–143 |

| - Trick 144–155 |

| - Trick 156–165 |

| - Trick 166–175 |

| - Trick 176–185 |

| - Trick 186–196 |

| - Trick 197–207 |

| - Trick 208–217 |

| - Trick 218–227 |

| - Trick 228–237 |

| - Trick 238–247 |

| - Trick 248–257 |

| - Trick 258–267 |

| - Trick 268–277 |

| - Trick 278–287 |

| - Trick 288–297 |

| - Trick 298–307 |

| - Trick 308–317 |

| - Trick 318–327 |

| - Trick 328–337 |

| - Trick 338–347 |

| - Trick 348–357 |